# Ваган Джугарян
Ваган Джугарян (вірм. Վահան Ջուհարյան; нар. 26 січня 1978) — вірменський борець греко-римського стилю, срібний призер чемпіонатів світу, чемпіон Європи.

## Біографія
Боротьбою займається з 1983 року. Срібний призер чемпіонату світу 1998 року серед юніорів. Виступав за спортивний клуб «Аястан» з Гюмрі. З 2006 року тренувався під керівництвом Ари Абрахамяна.

## Спортивні результати на міжнародних змаганнях

### Виступи на Чемпіонатах світу
| Змагання                        | Збірна   | Вагова категорія                 | Місце  |
| ------------------------------- | -------- | -------------------------------- | ------ |
| Чемпіонат світу з боротьби 1997 | Вірменія | греко-римська боротьба, до 54 кг | Срібло |
| Чемпіонат світу з боротьби 2005 | Вірменія | греко-римська боротьба, до 60 кг | 5      |
| Чемпіонат світу з боротьби 2010 | Вірменія | греко-римська боротьба, до 60 кг | 22     |
| Чемпіонат світу з боротьби 2011 | Вірменія | греко-римська боротьба, до 60 кг | 8      |

### Виступи на Чемпіонатах Європи
| Змагання                         | Збірна   | Вагова категорія                 | Місце  |
| -------------------------------- | -------- | -------------------------------- | ------ |
| Чемпіонат Європи з боротьби 1998 | Вірменія | греко-римська боротьба, до 54 кг | 9      |
| Чемпіонат Європи з боротьби 1999 | Вірменія | греко-римська боротьба, до 54 кг | 17     |
| Чемпіонат Європи з боротьби 2000 | Вірменія | греко-римська боротьба, до 58 кг | 12     |
| Чемпіонат Європи з боротьби 2001 | Вірменія | греко-римська боротьба, до 58 кг | 7      |
| Чемпіонат Європи з боротьби 2004 | Вірменія | греко-римська боротьба, до 60 кг | Золото |
| Чемпіонат Європи з боротьби 2011 | Вірменія | греко-римська боротьба, до 60 кг | 14     |

### Виступи на Кубках світу
| Змагання                    | Збірна   | Вагова категорія                 | Місце |
| --------------------------- | -------- | -------------------------------- | ----- |
| Кубок світу з боротьби 2010 | Вірменія | греко-римська боротьба, до 60 кг | 4     |

### Виступи на інших змаганнях
| Змагання                                                       | Збірна   | Вагова категорія                 | Місце  |
| -------------------------------------------------------------- | -------- | -------------------------------- | ------ |
| Тестовий турнір FILA 1998                                      | Вірменія | греко-римська боротьба, до 54 кг | 7      |
| Олімпійський кваліфікаційний турнір з боротьби 2000 (Колорадо) | Вірменія | греко-римська боротьба, до 58 кг | 5      |
| Тор Мастерс 2004                                               | Вірменія | греко-римська боротьба, до 66 кг | Золото |
| Кубок Ядегара Імама 2006                                       | Вірменія | греко-римська боротьба, до 60 кг | 5      |
| Гран-прі Словенії з боротьби 2011                              | Вірменія | греко-римська боротьба, до 66 кг | Бронза |

### Виступи на змаганнях молодших вікових груп
| Змагання                                       | Збірна   | Вагова категорія                 | Місце  |
| ---------------------------------------------- | -------- | -------------------------------- | ------ |
| Чемпіонат світу з боротьби серед юніорів 1996  | Вірменія | греко-римська боротьба, до 54 кг | 5      |
| Чемпіонат Європи з боротьби серед юніорів 1997 | Вірменія | греко-римська боротьба, до 56 кг | 4      |
| Чемпіонат світу з боротьби серед юніорів 1997  | Вірменія | греко-римська боротьба, до 56 кг | 8      |
| Чемпіонат Європи з боротьби серед юніорів 1998 | Вірменія | греко-римська боротьба, до 56 кг | 13     |
| Чемпіонат світу з боротьби серед юніорів 1998  | Вірменія | греко-римська боротьба, до 56 кг | Срібло |